# Hexapla

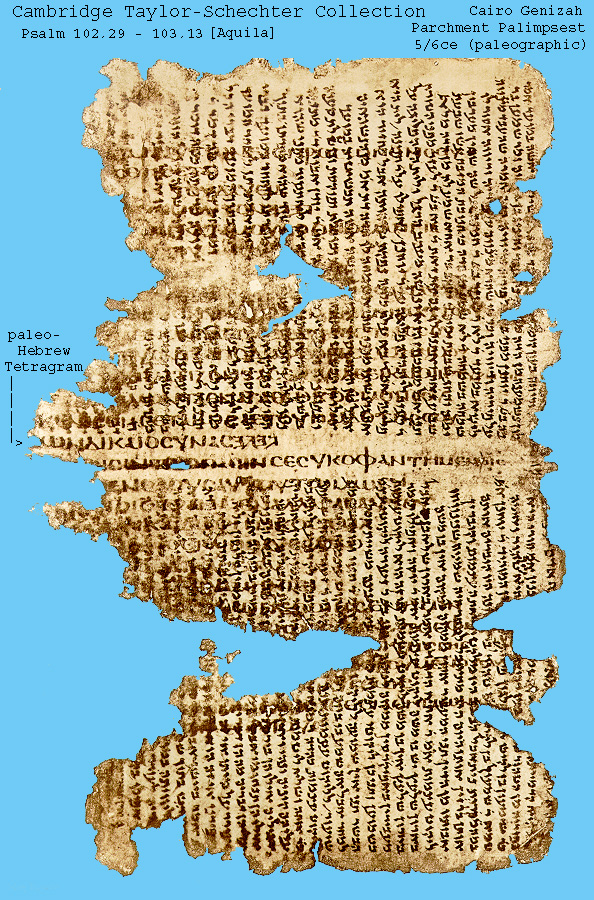
Een deel van een vertaling van Aquila van Sinope van de psalmen. Fragment uit de genizah van Caïro

De Hexapla is een polyglot- en studiebijbel van het Oude Testament, samengesteld en geschreven door Origenes (185 - 253/254). De Hexapla bestaat uit een aantal kolommen waarin, naast elkaar, een Hebreeuwse versie en Griekse vertalingen van de Bijbel zijn opgenomen. Hoewel het aantal gebruikte kolommen uiteenloopt, werden er voor de meeste gedeelten zes kolommen gebruikt. Vandaar de naam Hexapla (wat zesvoudig betekent).
In het algemeen bevatten de kolommen de volgende versies van het Oude Testament:
- de Hebreeuwse tekst in de vorm die op dat moment als standaard gold
- een Griekse transliteratie van deze tekst
- de Griekse vertaling van Aquila
- de Griekse vertaling van Symmachus de Ebioniet
- de Septuagint in een door Origenes zelf herziene versie
- de Griekse vertaling van Theodotion.

Origenes markeerde ieder deel van de oude Griekse tekst dat ontbrak in het Hebreeuws met obelisken; ieder deel dat wel aanwezig was in het Hebreeuws maar afwezig in de Septuagint werd aangevuld met andere vertalingen en gemarkeerd met asterisken. Op deze wijze creëerde hij zijn eigen herziene Griekse versie van de Septuagint. De lezer en gebruiker van de Hexapla  kon dus onmiddellijk zien welk tekstdeel, zin of woord daadwerkelijk in het Hebreeuws of de Septuagint dan wel in beide voorkwam. 
Deze herziening van Origen had aanzienlijke invloed op de verdere ontwikkeling van de Griekse versie en zelfs op die van andere talen. De Syro-Hexapla, is een Syrische vertaling van de Septuagint uit begin zevende eeuw die geheel gebaseerd is op de herziene versie van Origenes. Er werd uit delen van de Hexapla veelvuldig gekopieerd. De relevantie en de betekenis van de asterisken en obelisken  werd echter snel vergeten. Het resultaat was dat deze tekens niet meer gehanteerd werden in de kopieën en er dus geen eenduidig te verklaren teksten ontstonden. 
De gehele tekst van de Hexapla  was te omvangrijk om in zijn geheel gekopieerd te worden. Het handelde waarschijnlijk om meer dan 6000 pagina's in 15 delen.  Het meest gekopieerde deel was de herziene vertaling van Origenes. Ook door de grote omvang van het gehele werk bleef het altijd in  Caesarea waar Origenes het werk schreef. Van veel vroeg christelijke auteurs, zoals Hiëronymus wordt vermeld dat zij het werk hebben gezien. Waarschijnlijk is het originele werk in de zevende eeuw verloren gegaan als gevolg van de Arabische verovering van Caesarea. Een aantal fragmenten van kopieën zijn bewaard gebleven. In 1894 werd in de Biblioteca Ambrosiana een palimpsest gevonden met 138 verzen van de psalmen van de Hexapla. De eerste kolom van het Hebreeuws ontbrak, maar de tekst van de overige vijf kolommen was intact. In 1900 werd op een palimpsest afkomstig uit de genizah van Caïro de tekst in de Hexapla van psalm  22 aangetroffen.     